# 張安世
張安世（？—前62年9月13日），字子孺，西漢杜陵縣（今陝西省西安市東南）人，為漢武帝至漢宣帝時代的三朝重臣。張安世是張湯之子，年輕時受父蔭擔任郎官，任上忠於職守，被拔擢為尚書令，升遷光祿大夫。漢昭帝年間，霍光在誅滅謀反的左將軍上官桀、御史大夫桑弘羊、蓋長公主以及燕王劉旦後，任命張安世為右將軍光祿勳，並以他輔政有功，元鳳六年封其為富平侯。又張安世的兄長掖庭令張賀曾打算把女兒嫁給皇曾孫劉病已，在張安世的極力反對下作罷，改替其迎娶許廣漢之女許平君為妻。
漢昭帝英年早逝後，霍光奏請上官太后任命張安世為車騎將軍，兩人共同廢黜昌邑王劉賀，改立劉病已為帝，是為漢宣帝，張安世因擁戴之功增封食邑一萬零六百戶。霍光於地節二年去世後，儘管張安世力辭大將軍的職銜，但仍被任命為大司馬衛將軍，兼領尚書事，執掌軍政大權。地節四年，漢宣帝族滅霍氏家族，唯獨赦免嫁入霍家的張安世孫女張敬，以撫慰惶恐不安的張安世，張安世在漢宣帝一朝處事極為謹慎，終老於職位上，在麒麟閣十一功臣裡名列第二，其後裔顯貴，曾孫張臨娶敬武公主為妻，生子張放。

## 生平

### 勤於職守
張安世年少時因父親张汤是高官的緣故被保舉為郎官，由於擅長书法供職尚書，全心全力投入到自己的職務裡，即使放假也不返家休息，某次汉武帝巡行視察河東郡時，曾丟失了三箱文書，漢武帝下詔詢問屬官，無人能記得其中內容，只有張安世熟記，全都能復述下來，後來懸賞找到遺失的文書，將兩者相互進行比對，沒有一點遺漏，漢武帝因此對張安世的才能感到驚奇，提拔他為尚书令，升遷至光祿大夫。

### 霍光副手
汉昭帝繼位後，大將軍霍光主持朝政，因張安世品行醇厚，所以相當得霍光的親近與重用。適逢左將軍上官桀、上官安父子，以及御史大夫桑弘羊皆和燕王劉旦、蓋長公主一同謀反被誅殺，霍光因朝中沒有沒有舊臣，稟告漢昭帝任用張安世為右将军光祿勳，作為自己的副手，過了很長時間，漢昭帝下詔說：「右將軍光祿勳張安世輔佐朝政，值宿守衛，認真恭敬不怠慢，已經十三年了，所以一切都康泰安寧。親信親屬、任用賢才，是唐虞的治國之道，茲封張安世為富平侯」。
隔年，漢昭帝駕崩，還未下葬，大將軍霍光稟告上官太后，擢升張安世為車騎將軍，與他共同徵召昌邑王刘贺繼承大統，由於劉賀登基後行為荒淫悖亂，霍光又和張安世商議廢黜劉賀，改立汉宣帝為皇，漢宣帝剛剛即位，褒獎賞賜大臣，下詔說：「褒獎有德，賞賜有功，這是古今普遍適用的道義，車騎將軍富平侯張安世，值宿守衛忠心正直，宣揚道德彰顯恩義，辛勤勞苦為國家，恪守職責主持正義，來安定漢室宗廟，加封給他食邑一萬零六百戶，功勞僅次於大將軍霍光。」張安世的兒子张千秋、张延寿、张彭祖，都被任命為中郎将侍中。

### 位高權重
大將軍霍光死後數月，御史大夫魏相呈上密封的奏章說：「聖王褒獎有德行的人以招徠眾邦國，顯揚有功之人以勸勉百官，所以朝廷威望崇高名聲顯耀，天下風聞仰慕，國家繼承祖宗的基業，控制著諸侯的權柄，剛剛失去大將軍，應當宣揚表彰有崇高德行的人以昭示天下，凸顯宣明功臣來安定諸侯國。不要空著重要的職位，以防止爭奪權位，是為了安定國家社稷，防患於未然。車騎將軍張安世侍奉孝武皇帝三十多年，忠誠守信，嚴謹厚道，勤勞政事，朝夕不怠，和大將軍制定安邦大策，天下人都受到他的福澤，是國家的重臣，應當尊崇他的職位，任命他為大將軍，不要再兼管光祿勳的事，讓他專一精神，憂慮天下，只思考國家的得失。張安世的兒子張延壽，穩重忠厚，可以任命為光祿勳，統領值宿警衛之臣。」漢宣帝也打算重用張安世。
而張安世在聽聞漢宣帝有此意後，害怕不能擔此重任，便請求私下進見漢宣帝，摘下頭冠叩头說：「老臣妄自聽到一則傳言，說了是說尚未施行的事情，不說又無法讓皇上明瞭臣的心意，臣確實感到自己不足以擔當重大的位子，接替大將軍的後任，希望皇上對臣稍加憐惜，以保全老臣的性命。」漢宣帝笑著說：「您這樣說是過於謙虛了，您如果不行，還有誰可以呢！」儘管張安世堅決推辭，但未能如願，幾天後，漢宣帝最終仍是任命他為大司马車騎將軍，兼領尚書事，過了數月，撤掉車騎將軍統帥的駐兵，改任他為卫将军，未央、長樂兩宮的卫尉、城門校尉、北軍的部隊都歸他統屬。

### 戒慎恐懼
當時霍光的兒子霍禹擔任右將軍一職，漢宣帝也封其為大司馬，但撤消了右將軍統帥的駐兵，以虛職尊寵加封霍禹，實則奪走他的部隊。一年多後，霍禹謀反失敗，漢宣帝誅滅了他的宗族。張安世一向小心畏忌，內心已十分憂慮，而其孫女張敬又是霍氏外家的媳婦，按照法律應當受連坐，張安世消瘦恐懼，表現在容貌上。漢宣帝感到奇怪，憐惜他，詢問左右近臣得知其中的緣由，於是赦免了張敬，來安撫他的心情，然而張安世卻更加憂懼。他執掌朝廷機要部門，以謹慎周密著稱，內外都處理得十分圓滿，沒有漏洞，每次參與制定國家大政，決策已定，就上書稱病出外休息，聽到有詔令下來，就很害怕，派官吏到丞相府詢問情況，朝廷中的大臣都不知道他參與了決策。
張安世看到自己父子的地位皆尊貴顯赫，心裡感到很不安，替兒子張延壽請求出京補任地方官吏，漢宣帝於是任命張延壽為北地郡太守，過了一年多，漢宣帝憐憫張安世年邁，又將張延壽調回京師任左曹太僕。

### 匿跡隱過
張安世曾經推薦一個人，那人前來致謝，張安世非常惱恨，認為推舉賢能，豈能夠私下來致謝？從此拒絕和他繼續往來會面。有一位郎官立了大功卻未被提拔，便自己找張安世談論此事，張安世回答說：「您的功高，英明的君主是知道的，臣下供職是份內之事，為什麼要計較得失自己來說呢！」表面上拒不應允，但不久後郎官就得到晉升。又將軍府的长史升遷，準備上任時前來辭行，張安世問他自己有什麼過失，長史說：「將軍作為明君的得力輔佐大臣，但是卻沒有推薦士人，議論者都批評這一點。」張安世說：「英明的君主高高在上，賢良與不肖一下就分得十分清楚，臣下只要注重自我修養就可以了，為什麼要了解士人並推薦他們呢？」張安世便是如此隱藏自身的聲名行跡，遠離權勢。
張安世任光祿勳時，有郎官喝醉了酒在殿上小便，主事請示依法處置他，張安世說：「怎麼就知道那不是水漿灑了？為什麼要用小過錯構成罪名呢！」後來又有某名郎官姦淫官婢，官婢的哥哥親自前來告發，張安世說：「官奴因為怨恨，汙衊陷害士大夫。」下令官屬處罰她。張安世隱瞞他人的過失，大都像這樣。

### 撫育之恩
當初，張安世的哥哥张贺頗得衛太子刘据的寵信，在劉據兵敗自殺後其門下的賓客都被處決，張安世上書為張賀求情，張賀這才得以被改處宫刑保住性命，後來張賀出任掖庭令，而當時漢宣帝因為是皇曾孫的緣故正被收養在掖庭，張賀內心憐惜衛太子無罪，見皇曾孫孤單幼小，所以小心地照顧養育，恩情深厚，等到皇曾孫長大，張賀便教他讀書，讓他學習《詩》，並用自家財物做聘禮，為他娶许平君為妻。
在張賀聽聞皇曾孫屢屢出現奇異的徵兆後，便向張安世說起，稱讚皇曾孫才能出眾，張安世每每制止他，認為少主劉弗陵在上，不宜稱讚皇曾孫，等到漢宣帝即位，張賀已經死了，漢宣帝對張安世說：「掖庭令平時稱讚我，將軍制止他是對的。」漢宣帝追思張賀的恩情，想追封他為恩德侯，為他設置守墓的人二百家，由於張賀僅有一個早逝的兒子，故過繼張安世的小兒子张彭祖當自己的兒子，張彭祖幼時又和漢宣帝同席讀過書，漢宣帝想加封他，先賜給其關內侯的爵位，但張安世堅決推辭給張賀的封賜，並請求減少守墓的戶數，逐漸減少到三十戶，漢宣帝說：「朕是為了掖庭令，不是為了將軍你。」張安世這才停止，不敢再多說什麼。
漢宣帝於是下詔說：「令為前掖庭令張賀設置守墓三十家。」並親自為他安排守墓的里，置於墳塚西邊鬥雞翁舍的南面，那是漢宣帝年輕時曾經遊玩的地方，第二年，又下詔說：「朕地位卑微的時候，前掖庭令張賀親自輔導朕，修習儒家經書，恩惠深重，他的功勞太大了，《詩》云：『沒有出言而得不到迴響的，沒有恩德而得不到回報的。』令封張賀之弟的兒子侍中關內侯張彭祖為陽都侯，賜張賀谥号為陽都哀侯。」當時張賀獨有一個孫子張霸，年僅七歲，漢宣帝另外任命他為散騎中郎將，賜給關內侯的爵位，食邑三百戶。張安世因自己父子皆封侯，地位過於隆盛，於是辭去了俸祿，漢宣帝下詔都內專門儲藏張氏退回的各種錢，以百萬計。

### 天子親近
張安世貴為公侯，食邑萬戶，但是身穿黑色厚絲作的衣服，夫人親自織布，家中奴僕七百人，都有手藝活計，家中經營各種產業，從細微之處積累，所以能夠繁殖財貨，比大將軍霍光更富裕，漢宣帝非常尊敬、畏憚霍光，內心則親近張安世，比對霍光還親密。
元康四年的春天，張安世得病，上疏歸還侯爵官位，請求退休。漢宣帝答覆道：「將軍年老生病，朕十分憐惜您，即使不能任職，在萬里沙場衝鋒陷陣，但您作為先帝的大臣，深明國家治亂之機，朕有什麼想不到的，可以不斷向您請教，有什麼憾事非要歸還衛將軍富平侯的印章？對朕如此薄情，忘了朕的舊恩，這實在不是朕所期望的！希望將軍努力多加餐飯，及時治療休養精神，益壽延年。」張安世於是又強打起精神出來主事，到了當年的秋天即因病逝世，漢宣帝贈給他印綬，用輕車甲士作儀仗隊給張安世送葬，諡號為「敬」，賜給其杜陵東面的地作墓地，將作大匠負責穿穴蓋土，築起墳塚、祠堂，由他的兒子张延寿繼承其侯爵爵位。

### 後裔榮顯
當初，張安世的長子张千秋與霍光的兒子霍禹都擔任中郎將，統帥軍隊隨度辽将军范明友攻打乌桓，回師後，拜見大將軍霍光，霍光詢問張千秋戰鬥策略，山川地理形勢，張千秋口述軍事情況，在地上畫成圖，沒有什麼遺漏，霍光又問霍禹，霍禹不記得，僅說：「都有文書紀錄。」霍光由此認為張千秋賢能，霍禹無能，感慨地說：「霍氏後代將要衰敗，張氏則要興旺了！」後來霍氏家族果然因謀反被誅滅，而張安世的子孫則代代相傳，自漢宣帝、汉元帝以來擔任侍中、中常侍、諸曹散騎、列校尉的共有十餘人。功臣之家，只有金氏（休屠王之子金日磾、金伦家族）、張氏受到皇帝的親信寵貴，與外戚差不多。

## 家族
- 父张汤，為西漢酷吏，受汉武帝重用，任官期間執法酷烈，首開腹誹之罪的先例。後於丞相莊青翟等人的控告下，張湯入獄，最終自殺而死[2]。
- 兄张贺，受巫蛊之祸的牽連被處以宫刑，擔任掖庭令期間撫養年幼的漢宣帝，教他讀書識字，並替其聘娶暴室嗇夫許廣漢之女為妻，漢宣帝即位後感念張賀的舊恩，因張賀已死，便追封他為陽都哀侯，設置守墓三十家[2]。
- 長子张千秋，曾與大將軍霍光之子霍禹共同跟隨范明友攻打乌桓，返京後，當面向霍光口述用兵的軍事部屬情況，以及山川形勢，無所遺漏，而霍禹卻回答不出，霍光由此感嘆張氏未來將要興起[2]。
- 次子张延寿，官至九卿，承嗣富平侯爵位，封國在陳留郡，另有食邑在魏郡，租稅收入每年一千餘萬，張延壽認為自己沒有功德，憑什麼能長久承受先人遺留下的大封國，屢屢上書推讓減少戶邑，又通過弟弟張彭祖親口轉達，十分懇切，皇帝認為他謙讓，於是將其轉封至平原郡，只有一個封國，戶口數和過去一樣，但租稅減少一半，張延壽死後，諡號為「愛」[2]。
- 幼子张彭祖，年少時與漢宣帝一同讀書問學，過繼給叔叔張賀為子，漢宣帝登基後為報答張賀撫育的恩情，封張彭祖為陽都侯。張彭祖後在神爵三年被妾室毒殺，封國斷絕[2]。

## 評價
- 班固：安世履道，滿而不溢[2]。
- 王世贞：張湯之於安世，父子也。其才智強記同，然而湯刻而憸，安世慎而恭，湯膽大安世小，若是乎薰蕕也，然而有不可曉者，湯廉而安世貪也[5]。
- 成海應：張湯起於刀筆小吏，用法甚酷烈，其禍宜不止其身，且將及於後也，乃安世以篤行履盈而不溢，福慶世世不絶者，何也，考湯之用法，皆循武帝指，而緣餙己意，非己專事苛毒如他酷吏也，且况廉潔揚善，足以補其罪乎，及安世謹愼守法，周密自著，蓋愆而蓄德，故忘其愆而揚其德，亦天道也，人事也，是故，其後之慶，至於東京而不絶，世類豈足尙乎，人之以祖先之惡，閼子孫之善，殆逆天也，是故，班史離張湯於酷吏，安世誠盡爲子之道矣，杜周亦云[6]。